# Мазник
Мазник (алб. Maznik) је насељено место у општини Дечани, на Косову и Метохији. Према попису становништва из 2011. у насељу је живело 447 становника.

## Становништво
Према попису из 2011. године, Мазник има следећи етнички састав становништва:
| Националност       | 2011.        |
| Албанци            | 443 (99,11%) |
| Бошњаци            | 1 (0,22%)    |
| други и недоступно | 3 (0,67%)    |
| Укупно             | 447          |

| Демографија | Демографија | Демографија |
| Година      | Становника  | Становника  |
| ----------- | ----------- | ----------- |
| 1948.       | 385         |             |
| 1953.       | 409         |             |
| 1961.       | 464         |             |
| 1971.       | 508         |             |
| 1981.       | 560         |             |
| 1991.       | 563         |             |
| 2011.       | 447         |             |